# Tricliceras pilosum
Tricliceras pilosum är en passionsblomsväxtart som först beskrevs av Carl Ludwig von Willdenow, och fick sitt nu gällande namn av R.B. Fernandes. Tricliceras pilosum ingår i släktet Tricliceras och familjen passionsblomsväxter. Inga underarter finns listade i Catalogue of Life.